# Lockhorsterbos
Het Lockhorsterbos is een natuurgebied tussen Leusden en Amersfoort. Het ligt op de scheidslijn tussen de Utrechtse Heuvelrug en de Eemvallei. Het gebied wordt aan de oostkant begrensd door Leusden en aan de noordkant door de A28. De westgrens wordt gevormd door een spoorlijntje dat alleen wordt gebruikt voor het vervoer van auto’s van autobedrijf Pon. Aan het gebied grenst het 15 hectare grote landgoed landgoed Heiligenberg. Door het gebied is een 4 kilometer lange wandelroute uitgezet.

## Huis Lockhorst
In 1927 was het Lockhorsterbos de eerste aankoop van de net opgerichte Stichting Het Utrechts Landschap. De naam is ontleend aan de patriciërsfamilie Lockhorst die het gebied in eigendom had. Lock is mogelijk afgeleid van Lok, afgesloten ruimte, en Horst, een met kreupelhout begroeid hoger gelegen stuk grond. De verlande gracht wordt gevoed door de Heiligenbergerbeek. Het terrein met de overblijfselen van kasteel Lockhorst kregen de status van rijksmonument als 'mottekasteel'.

## Natuur
In het bos komen loof- en naaldhout door elkaar voor. Naast hele jonge bomen staan er ook statige eiken en beuken met een geschatte leeftijd van meer dan 200 jaar. In de Tweede Wereldoorlog zijn vele grote bomen gekapt vanwege het gebrek aan brandstof. Het bos is een toevluchtsoord voor veel inheemse mezen- en spechtensoorten, evenals de goudvink, de roodborst, de tuinfluiter, de gekraagde roodstaart en zelfs de ijsvogel. Overige dieren die er voorkomen zijn de eekhoorn, haas, ringslang, hazelworm, wezel en egel.
Amerongse Bos
· Amerongse Bovenpolder
· Landgoed Beerschoten
· Beukenburg
· Biltse Duinen
· Birkhoven
· Blauwe Kamer
· Blikkenburg
· Bloeidaal
· Bornia
· Bosch en Duin
· Breeveen
· Broekerbos
· Buitenplaatsen Driebergseweg
· Dartheide
· Elster Buitenwaarden
· Grebbeberg
· Heidestein
· Hoge Ginkel
· Hooge Kampse Plas
· Hoog Moersbergen
· Houdringe
· Juliusput
· Kasteelbos Renswoude
· De Kievit
· Kooilust
· Kozakkenput
· De Krakeling
· Laarsenberg
· De Leyen
· Lockhorsterbos
· Lunenburgerwaard
· Maartensdijkse Bos
· Middelwaard
· Moersbergen
· Niënhof
· Noordhout
· Okkersbos
· Oostbroek
· Over-Holland
· Palmerswaard
· De Paltz
· Panbos
· Plantage Willem III
· Pleinesbos
· De Pol
· Ridderoordse Bos
· Sandenburg
· Sandwijck
· De Schammer
· Stameren
· Landgoed Stoutenburg
· Viaanse Bos
· Viaanse polders en uiterwaarden
· Vikinghof
· Park Vliegbasis Soesterberg
· Vijverbos
· Vijverhof
· Voordorpse polder
· Willem Arntszbos
· Witte Hull
· De Woerd
· Wulperhorst
· Zeisterbos